# Remigi Niederberger (Politiker)
Remigi Niederberger (* 12. Dezember 1885 in Dallenwil; † 28. Oktober 1972 in Stans) war ein Schweizer Politiker. Von 1934 bis 1937 gehörte er als Vertreter der Bannalper dem Regierungsrat des Kantons Nidwalden an.

## Leben
Remigi Niederberger wurde als Sohn des Schmiedemeisters und Ratsherrn Remigi Niederberger und der Anna Niederberger geboren. Nach der Schule wurde er Schlosser und danach Schlossermeister. 
Im Jahr 1908 begann Niederbergers politische Laufbahn auf Gemeindestufe durch seine Wahl in den Schulrat. Im Jahr 1914 wählten ihn seine Mitbürger zum Gemeindepräsidenten von Dallenwil.
Remigi Niederberger begann seine politische Laufbahn auf Kantonsebene 1914 mit seiner Wahl als Ratsherr in den Landrat. Fünf Jahre später wurde er Mitglied der Handwerker- und Gewerbekommission. Im Jahr 1923 wurde Niederberger Friedensrichter von Dallenwil. Im Jahr 1926 wurde er Ersatzmitglied im Obergericht und Mitglied der Gemeindesteuerkommission. Im Jahr 1934 wurde er vom Volk an der Landsgemeinde in den Regierungsrat gewählt. Er blieb drei Jahre Mitglied der Nidwaldner Regierung und übernahm das Gemeindedepartement und das Amt für Fabrikwesen. Ausserdem war Niederberger ab 1934 Mitglied der Armen- und Vormundschaftsdirektion.
Remigi Niederberger heiratete am 27. Mai 1916 in Stans Marie Kaiser. Aus dieser Ehe stammen sechs  Kinder (je drei Söhne und Töchter). Sein Sohn Markus Niederberger war Gemeindepräsident von Dallenwil.  

## Quelle
- Neues Stammbuch. Band III, Niederberger, 120 (55).
- Familienregister Dallenwil, Band I, Nummer 408. (nicht öffentlich)